# 37835 Darioconsigli
37835 Darioconsigli este o planetă minoră (asteroid), cu un diametru de 5,226 km, din centura de asteroizi. A fost descoperită pe 25 ianuarie 1998 la stazione osservativa di Asiago Cima Ekar⁠(d) de Ulisse Munari⁠(d). 
Obiectul prezintă o orbită caracterizată de o semiaxă mare de 2,3887354 UAi, o excentricitate de 0,17, o înclinație de 5,67943 ° în raport cu ecliptica.